# Brachypelma klaasi
Brachypelma klaasi is een spin die behoort tot de familie vogelspinnen (Theraphosidae). De wetenschappelijke soortnaam van deze in 1994 beschreven spin is vernoemd naar de arachnoloog en spinnenverzamelaar Peter Klaas.
B. klaasi leeft voornamelijk in Mexico. Het lichaam wordt ongeveer 6 centimeter lang en de spanwijdte van de poten bedraagt ongeveer 14 tot 16 cm.